# Tanabata-jinja
Le Tanabata-jinja (七夕神社) est un sanctuaire shinto situé à Ogōri, dans la préfecture de Fukuoka, au Japon. Il est dédié à Orihime, le nom japonais de la fille du tisserand du conte populaire chinois Le Bouvier et la Tisserande. Le tisserand est célébré à Tanabata, un festival japonais.
Il est également appelé Himekoso-jinja (媛社神社).

## Histoire
Selon le Hizen-Fudoki, ancien document de la province de Hizen, le sanctuaire existe déjà en 730. L'objet initial de culte du Tanabata-jinja est une rivière, la Yamaji-gawa, située au sud du sanctuaire. Dans l'Engishiki, compte rendu officiel des sanctuaires écrit il y a mille ans, cette région a été développée par l'industrie textile. Les villageois croient que la déesse du tissage connue sous le nom de Tanabata-tsume (棚機津女) des temps anciens et que l’histoire du Bouvier et la Tisserande de Chine ont été assimilées, elle est maintenant connue pour être le dieu du textile.[pas clair]

## Festivals
Le festival Tanabata (Fête des étoiles), le festival d'été annuel qui se tient du 6 au 8 août de chaque année. Le soir du 6 août, les enfants apportent le mikoshi du sanctuaire, le portent dans les quartiers où se tient le sanctuaire. A 5 heures le lendemain matin, la danse du lion est exécutée comme une prière dédiée au sanctuaire. Et plus tard, dans la matinée, la danseuse du lion et des enfants tirant un char vont voir des voisins. Dans la soirée, de nombreux stands en plein air bordent le chemin qui mène au sanctuaire, et des vœux écrits sur des bandes de papier envoyées par des personnes de tout le Japon décorent tous les espaces disponibles.

## Galerie d'images

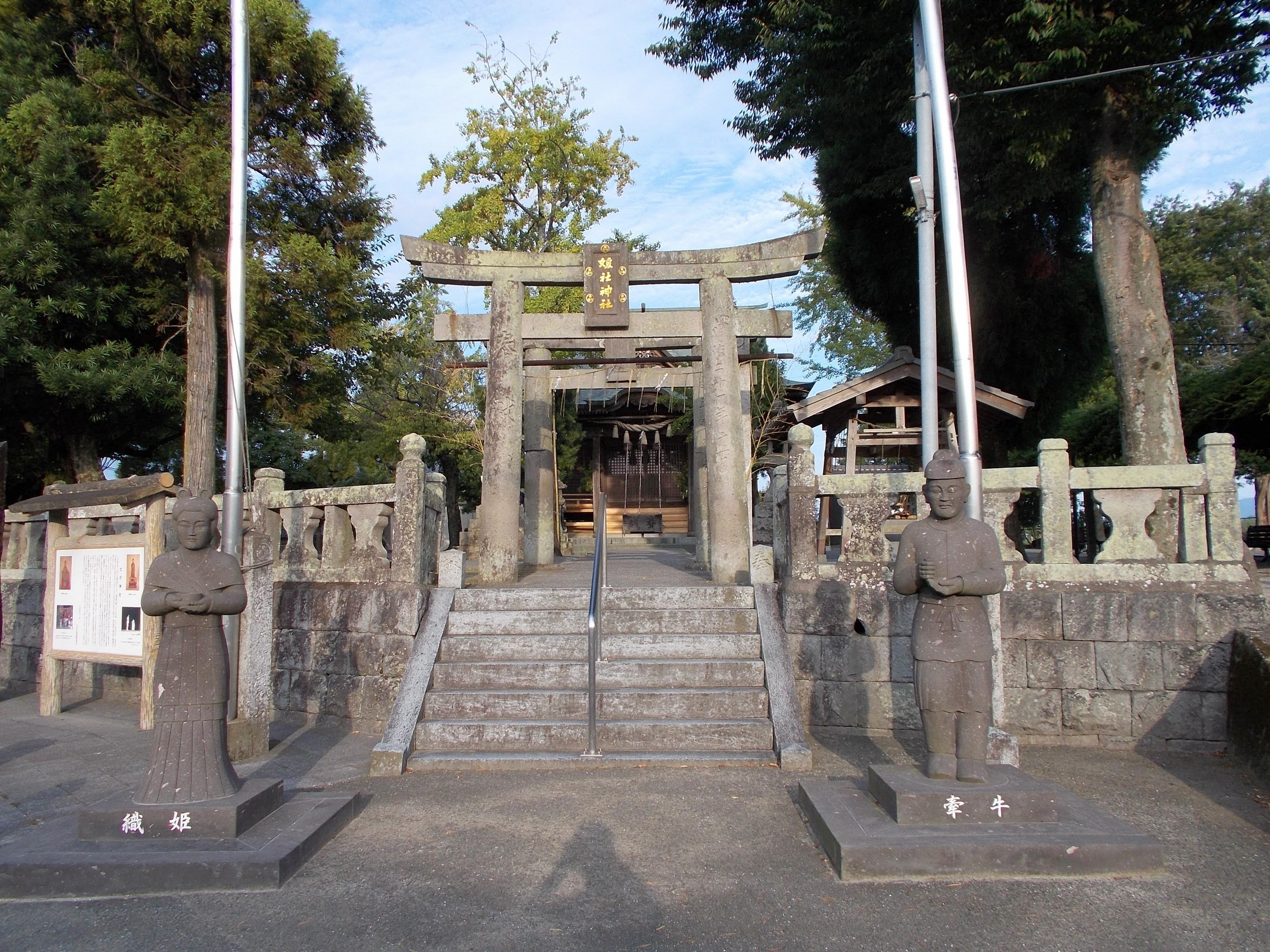
Torii de Tanabata-jinja.